# Bordflugzeug

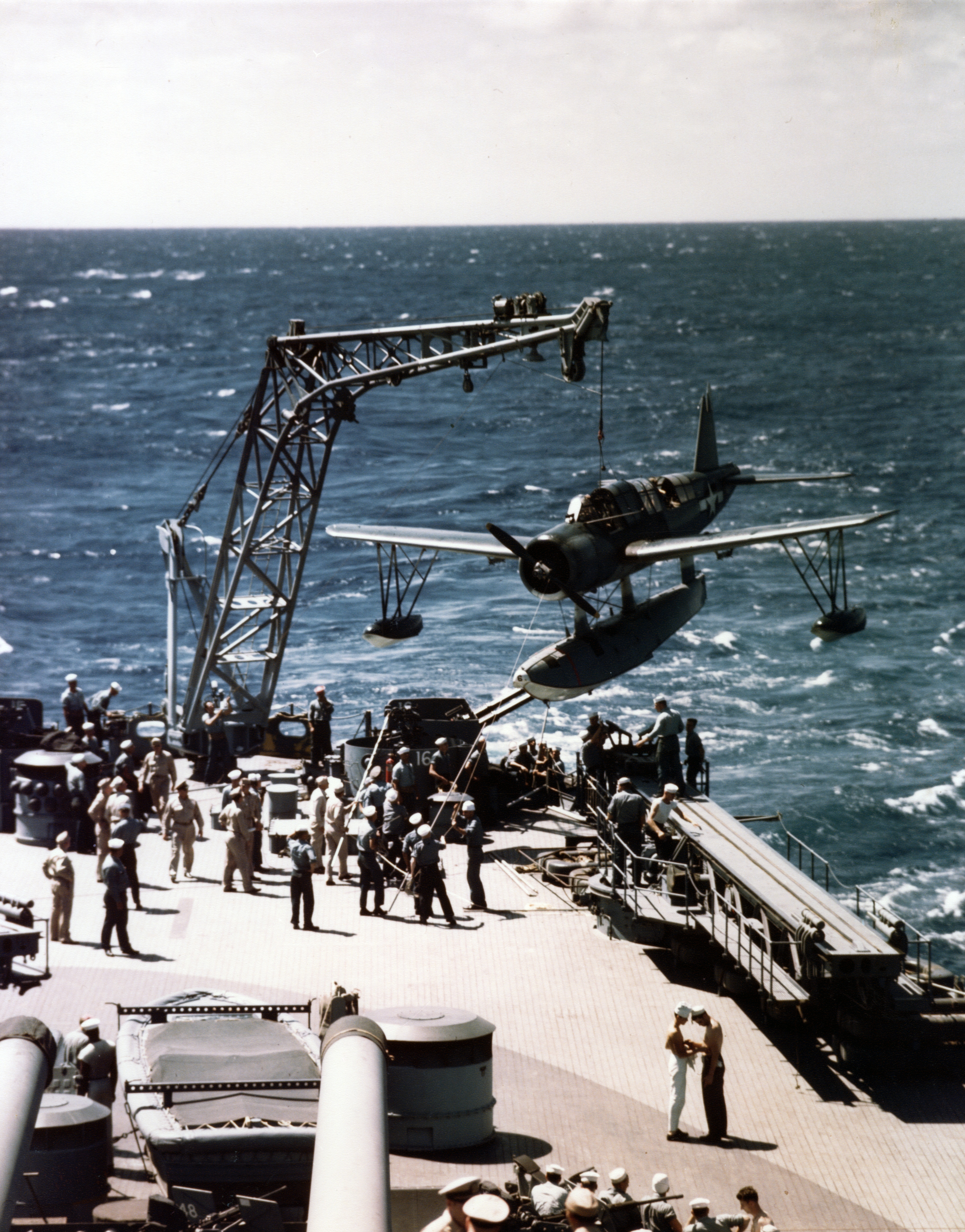
Bordfluganlage der USS Missouri (BB-63) mit Vought OS2U Kingfisher am Kran (um 1945)

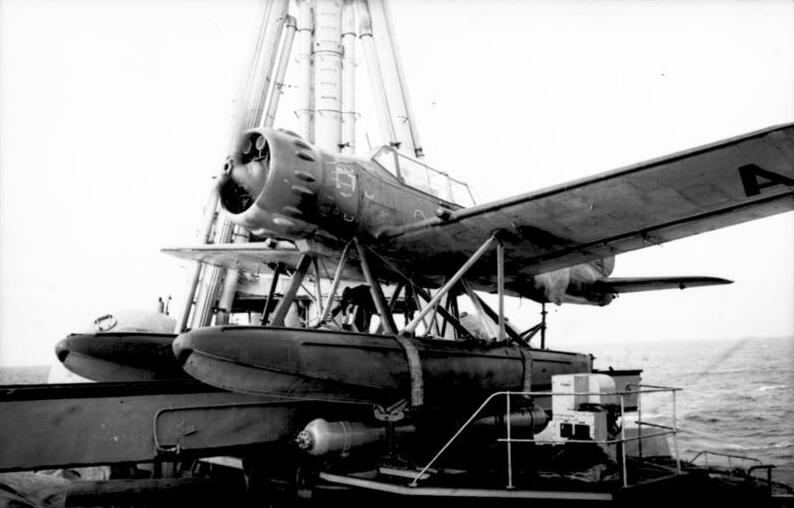
Arado Ar 196 an Bord der Admiral Hipper

Ein Bordflugzeug ist ein auf einem Handels- oder Kriegsschiff stationiertes Flugzeug.

## Technik
Die Bordflugzeuge waren Wasserflugzeuge die für den Start mit einem Kran auf das Wasser gesetzt wurden. Katapultfähige Bordflugzeuge wurden, wenn das Schiff ein Katapult hatte, direkt vom Schiff in die Luft geschleudert. 
Um ein Flugzeug wieder an Bord zu nehmen, musste es wassern und wurde dann per Kran wieder an Bord gehievt.

## Einsatzzweck
Bordflugzeuge dienten bei den Kriegsmarinen zur Luftaufklärung, für die Überführung von Personal und Dokumenten und für die Überbringung von Nachrichten, die aus Gründen der Geheimhaltung nicht gefunkt werden konnten. Sie konnten aber auch Bombenangriffe gegen feindliche Handelsschiffe und Unterseeboote fliegen. Bei zivilen Schiffen (ausschließlich Passagierdampfer) beförderten sie Post und bei zivilen Forschungsschiffen wurden sie zur Seeaufklärung, Routenbestimmung, Eisbergaufklärung und im Notfall zum Krankentransport eingesetzt. 

## Geschichte
Das weltweit erste Schiff mit Flugzeugen an Bord war das französische Flugzeugmutterschiff Foudre im Jahr 1912, das zwei Jahre nach dem ersten Flug von Henri Fabre mit einem Wasserflugzeug von der französischen Marine in Dienst gestellt wurde. Die Foudre hatte bereits einen Hangar an Deck, in dem die Flugzeuge gegen Witterungseinflüsse geschützt untergebracht werden konnten. Die Foudre hatte auch zeitweise auf dem Bug eine abfallende Ablauframpe für einen Flugzeugstart von Bord, was auch von den Marinen der USA und Englands erprobt wurde, sich aber wegen der Kürze der Rampe als untauglich erwies, bis die großen Flugdecks der Flugzeugträger einen sicheren Radstart von Bord ermöglichten. 
Im Ersten Weltkrieg waren Bordflugzeuge noch selten. In der Zwischenkriegszeit kamen Bordfluganlagen in Gebrauch, die einen Abflug unmittelbar vom Schiff ermöglichten. Es gab auch einige zivile Bordflugzeuge für den Luftpostverkehr, seltener auch für Rettungseinsätze und die Suche nach Fischschwärmen für die Fischerei. Im Zweiten Weltkrieg waren Bordflugzeuge bei praktisch allen Marinen in größerer Zahl in Verwendung. In den 1950er Jahren verschwanden diese jedoch, da sie von den weitaus praktischer zu handhabenden Hubschraubern abgelöst wurden.

## Bekannte Bordflugzeuge

### Deutschland
Zivile Bordflugzeuge
- Heinkel HE 12
- Heinkel HE 58
- Junkers Ju 46

Erster Weltkrieg
- Friedrichshafen FF 33E

Zweiter Weltkrieg
- Heinkel He 60
- Heinkel He 114
- Arado Ar 196
- Arado Ar 231

### Frankreich
Frühe Bordflugzeuge
- Canard Voisin
- Caudron G3

Zweiter Weltkrieg
- Besson MB-411 (auf dem Unterseekreuzer Surcouf)

### Großbritannien
Zweiter Weltkrieg
- Fairey Seafox
- Supermarine Walrus
- Hawker Sea Hurricane (nur auf CAM-Schiffen)

### Italien
Zweiter Weltkrieg
- IMAM Ro.43

### Japan
Zweiter Weltkrieg
- Mitsubishi F1M Zero-kan ("Pete")
- Kawanishi E7K ("Alf")
- Nakajima E8N ("Dave")
- Aichi E13A ("Jake")
- Aichi E16A Zuiun ("Paul")
- Yokosuka E14Y ("Glenn")
- Aichi M6A1 Seiran (auf den Unterseekreuzern vom Typ I-400)

### Sowjetunion
Erster Weltkrieg
- Grigorowitsch M-5
- Grigorowitsch M-9

Zweiter Weltkrieg
- Berijew KOR-1

### USA
Zweiter Weltkrieg
- Vought OS2U Kingfisher
- Curtiss SO3C Seamew
- Curtiss SC-1 Seahawk